# Christoph Daferner
 (août 2025).
Christoph Daferner, né le 12 janvier 1998 à Pöttmes en Allemagne, est un footballeur allemand qui évolue au poste d'avant-centre au Fortuna Düsseldorf, en prêt de FC Nuremberg.

## Biographie

### En club
Né à Pöttmes en Allemagne, Christoph Daferner est formé par le TSV 1860 Munich puis le SC Fribourg. Il joue son premier match en professionnel avec ce club le 21 avril 2019, lors d'une rencontre de Bundesliga, l'élite du football allemand, face au Borussia Dortmund. Il entre en jeu à la place de Florian Niederlechner (en) et son équipe s'incline lourdement par quatre buts à zéro.
Le 17 juin 2019 est annoncé le prêt pour une saison de Christoph Daferner à l'Erzgebirge Aue, club de deuxième division allemande.
Le 7 août 2020, Daferner s'engage en faveur du Dynamo Dresde, qui vient d'être relégué en troisième division. L'attaquant signe un contrat de trois ans,. Avec cette équipe il parvient à remonter en deuxième division, le club étant sacré champion en 2020-2021.
Retrouvant la deuxième division, Daferner se met en évidence dès la première journée de la saison 2021-2022, face au FC Ingolstadt 04 le 24 juillet 2021. Il inscrit deux buts et délivre une passe décisive ce jour-là, étant le grand artisan de la victoire des siens en étant impliqué sur la totalité des buts de son équipe (3-0 score final),. Cette performance lui vaut d'être nommé dans l'équipe-type de la journée,.
Le 27 juin 2022, Christoph Daferner s'engage en faveur du FC Nuremberg.

### En sélection
Christoph Daferner inscrit trois buts avec les moins de 18 ans, lors de matchs amicaux contre l'Ukraine, la Serbie et la France.
Il compte trois sélections avec l'équipe d'Allemagne des moins de 20 ans entre 2017 et 2018. Il inscrit notamment un but lors de sa dernière apparition, le 7 septembre contre la Tchéquie (victoire 3-2 de l'Allemagne).

## Palmarès

### En club
Dynamo Dresde
- Championnat d'Allemagne D3 (1) :
  - Champion : 2020-21.